# دمو
قرية دمو هي إحدى القرى التابعة لمركز الفيوم في محافظة الفيوم في جمهورية مصر العربية. حسب إحصاءات سنة 2006، بلغ إجمالي السكان في دمو 8400 نسمة، منهم 4384 رجل و4016 امرأة.